# El viejo Hucha
El viejo Hucha es una película argentina dirigida por Lucas Demare según guion de Homero Manzi y Ulyses Petit de Murat sobre la obra homónima de Carlos Damel y Camilo Darthés que se estrenó el 29 de abril de 1942 y que tuvo como protagonistas a Enrique Muiño, Francisco Petrone, Nuri Montsé, Ilde Pirovano, Roberto Airaldi y Osvaldo Miranda.

## Producción
El 26 de septiembre de 1941 los integrantes de la llamada "Barra del Ateneo", un grupo integrado por los artistas en ese momento desocupados Enrique Muiño, Elías Alippi, Francisco Petrone, Ángel Magaña, el director Lucas Demare y el jefe de producción de una empresa cinematográfica Enrique Faustín (h) que se reunían habitualmente a comienzos de los años 40 en el café El Ateneo ubicado en Carlos Pellegrini y Cangallo (hoy Teniente General Juan D. Perón) de la ciudad de Buenos Aires, decidieron formar una productora que trabajara en cooperativa al estilo de los Artistas Unidos de los Estados Unidos y así se formó Artistas Argentinos Asociados Sociedad Cinematográfica de Responsabilidad Limitada. El plan era comenzar filmando La guerra gaucha basada en el libro homónimo de Leopoldo Lugones pero en el ínterin, Elías Alippi, que iba a actuar en el papel del capitán Del Carril, enfermó de cáncer (falleció el 3 de mayo de 1942), por lo cual sus compañeros de empresa sabiendo que no estaba en condiciones de sobrevivir a las duras condiciones de la filmación y, no queriendo reemplazarlo en vida, postergaron la filmación con una excusa relativa a las condiciones climáticas. Entonces buscaron con prisa un libro que les permitiera comenzar a filmar y en el que cual no hubiera papel para Alippi y eligieron una comedia de Darthés y Damel que se había estrenado en 1921. Por esas circunstancias no tuvieron tiempo de modernizar la obra ni dar al argumento -que era muy interesante- un tratamiento más consistente. Di Núbila señala, por ejemplo, que el personaje que representa Muiño en el filme era totalmente opuesto a la imagen que el actor había forjado en el público a través de sus películas anteriores. 

## Sinopsis
Un inmigrante que ha hecho dinero en gran parte merced a su avaricia somete a privaciones a su familia y es despreciado por sus hijos. En la película uno de los protagonistas, encarnado por Osvaldo Miranda aparece cantando el tango Malena, pero su voz estaba doblada por el cantor de la orquesta de Lucio Demare,  Juan Carlos Miranda. 

## Reparto
- Enrique Muiño... Orestes "el viejo Hucha".
- Francisco Petrone... Humberto
- Nuri Montsé... María
- Ilde Pirovano
- Roberto Airaldi... Nicasio
- Osvaldo Miranda
- Haydée Larroca
- Roberto Salinas
- Gogó Andreu
- Alberto de Mendoza
- Pedro Fiorito
- Juan Pecci
- Judith Sulian
- Guillermo Casali
- Delia Weiss

## Comentarios
Opina Domingo Di Núbila que pese a que la película tuvo algunos momentos felices y a que fue competentemente actuada por Muiño, Petrone, Pirovano, Montsé, Airaldi, Gogo Andreu y Osvaldo Miranda, quedó en deuda en materia de convicción y relieve y señala que Miranda se destacó con su naciente desenvoltura de comediante como el hijo empeñado en componer un tango, que resultó nada menos que Malena. Concluye que El viejo Hucha sirvió para ajustar al equipo que haría a continuación el laureado filme La guerra gaucha.
Por su parte el crítico Calki de El Mundo escribió:

"Lo que prevalece es el problema de reconocible identidad local, la contextura humana y real de sus personajes y los embates del drama que brindan a la película escenas de intensa emotividad... Asunto y realización adquieren un crescendo de calidad, tras una exposición sin salientes, hasta llegar a un final pleno de sugestión"